# أحمد أباد (مشكين شهر)
أحمد أباد هي قرية في مقاطعة مشكين شهر، إيران. عدد سكان هذه القرية هو 1,970 في سنة 2006.